# Marie-Élisabeth de Saxe (1736-1818)
La princesse Marie Élisabeth de Saxe (Maria Elisabeth Apollonia Casimira Francisca Xaveria; née le 2 février 1736, morte le 24 décembre 1818) est une noble allemande et princesse de Pologne, de la Lituanie et de la Saxe, membre de la branche Albertine de la Maison de Wettin.

## Biographie
Marie Élisabeth est née au Palais de Wilanów en Pologne, elle est le onzième enfant d'Auguste III de Pologne, électeur de Saxe (Frédéric Auguste Ier), roi de Pologne et grand-duc de Lituanie (Auguste II) et de Maria Josepha, née archiduchesse d'Autriche, qui est la cousine de l'Impératrice marie-Thérèse. Elle vient d'une famille aimante et ses parents ont soigné son éducation. La jeune princesse fait ses études en Latin, français, polonais, philosophie, géographie, religion, dessin, musique et danse.
Elle est décédée le 24 décembre 1818, célibataire et elle n'a pas de descendance.